# 諾特斯 (愛達荷州)
諾特斯（英語：Notus）是一個位於美國愛達荷州坎寧縣的城市。

## 地理
諾特斯的座標為43°43′34″N 116°48′07″W / 43.72611°N 116.80194°W，而該地的平均海拔高度為706米（即2316英尺）。

## 人口
根據2010年美國人口普查的數據，諾特斯的面積為0.99平方千米，當中陸地面積為0.97平方千米，而水域面積為0.02平方千米。當地共有人口531人，而人口密度為每平方千米536.36人。